# Sabine Karg
Sabine Karg (* 1961) ist eine deutsche Archäobotanikerin.

## Leben und Wirken
Sabine Karg studierte an der Universität Tübingen Urgeschichte u. a. bei Hansjürgen Müller-Beck. 1994 promovierte sie im Fach Botanik an der Universität Basel mit der Arbeit „Pflanzliche Diversität im Mittelalter. Rekonstruktion einer spätmittelalterlichen Ackerflora bei Laufen (Schweiz) mit Hilfe von verkohlten Kulturpflanzenvorräten“.  Seitdem lehrte sie an den Universitäten Tübingen, Leiden und Kopenhagen. Von 1999 bis zu einer Sparrunde 2011 arbeitete sie am Dänischen Nationalmuseum in Kopenhagen. Seit 2016 forscht sie in einem DFG-finanzierten Projekt zu neolithischem Lein- und Flachsanbau an der FU Berlin.

## Publikationen (Auswahl)
- Plant diversity in late medieval cornfields of northern Switzerland. In: Vegetation History and Archaeobotany. Band 4, Nr. 1, 1995, ISSN 0939-6314, S. 41–50, JSTOR:23417977.
- Ernährung und Agrarwirtschaft in der spätmittelalterlichen Stadt Laufen (Schweiz). Paläoethnobotanische Funde aus der Holzhäuserzeile am Rathausplatz (= Dissertationes botanicae. 262). Cramer, Berlin u. a. 1996, ISBN 3-443-64174-1 (Zugleich: Basel, Universität, Dissertation, 1994: Pflanzliche Diversität im Mittelalter. Rekonstruktion einer spätmittelalterlichen Ackerflora bei Laufen (Schweiz) mit Hilfe von verkohlten Kulturpflanzenvorräten.).
- Einmal gegessen und verdaut – Zum Nachweis von Nahrungsmittelpflanzen in Latrinenablagerungen. In: Historisches Museum Basel (Hrsg.): Fundgruben – Stille Örtchen ausgeschöpft. Historisches Museum Basel, Basel 1996, ISBN 3-907770-63-3, S. 69–74.
- Das archäobotanische Fundmaterial. Samen und Früchte. In: Jochem Pfrommer, Daniel Gutscher: Laufen Rathausplatz. Eine hölzerne Häuserzeile in einer mittelalterlichen Kleinstadt: Hausbau, Sachkultur und Alltag. Die Ergebnisse der Grabungskampagnen 1988 und 1989. Berner Lehrmittel- und Medienverlag, Bern 1999, ISBN 3-258-06144-0, S. 261–266, S. 322–323.
- mit Regula Steinhauser-Zimmermann, Irmgard Bauer:  Kulinarische Zeitreise. Ein Kochbuch mit Rezepten von der Steinzeit bis ins Mittelalter. Communicating Culture u. a., Brøndby Strand u. a. 2011, ISBN 978-3-907068-08-3.
- mit Ulla Lund Hansen, Anne Margrethe Walldén, Jens Glastrup, Henrik Ærenlund Pedersen, Finn Ole Sonne Nielsen: Vegetal grave goods in a female burial on Bornholm (Denmark) from the Late Roman Iron Age period interpreted in a comparative European perspective. In: Danish Journal of Archaeology. Band 3, Nr. 1, 2014, ISSN 2166-2282, S. 52–60, doi:10.1080/21662282.2014.994280
- mit Ewald Weber: Heilsam, kleidsam, wundersam. Pflanzen im Alltag der Steinzeitmenschen (= Archäologie in Deutschland. Sonderheft. 15). wbg Theiss, Darmstadt 2019, ISBN 978-3-8062-3886-0.